# Totally Spies! le film
Pour plus de détails, voir Fiche technique et Distribution.
Totally Spies! le film est un film d'animation 2D français de Pascal Jardin sorti en 2009. Il est adapté de la série télévisée d'animation Totally Spies! et en constitue une préquelle.

## Synopsis
Trois nouvelles venues à Beverly Hills, Clover, Sam et Alex, se rencontrent en apparence fortuitement, alors qu'elles vont entrer dans le même lycée. Elles sont en fait suivies de près par une agence secrète, le WOOHP, qui va les recruter pour faire d'elles trois espionnes aguerries.

## Fiche technique
- Titre original : Totally Spies! le film
- Réalisation : Pascal Jardin
- Scénario : Michelle et Robert Lamoreaux, d'après la série homonyme
- Musique : Paul-Étienne Côté, Maxime Barzel
- Sociétés de production : Marathon Media, Studio 37, Mikado Film, Groupe Un
- Société de distribution : Mars Distribution (France)
- Pays de production :  France
- Langue originale : français
- Format : couleur — 35 mm — [format de projection] — son Dolby stéréo
- Genre : Animation
- Durée : 84 minutes
- Dates de sortie :
  - France : 22 juillet 2009

## Distribution
- Claire Guyot : Sam Simpson
- Fily Keita : Clover Ewing
- Céline Mauge : Alex Vasquez / Mandy
- Jean-Claude Donda : Jerry Lewis
- Karl Lagerfeld : Fabu
- Emmanuel Garijo : Tad
- Donald Reignoux : Rob Idole
- Perrette Pradier : Mme Jenny Scritch
- Antoine Tomé : Youri
- Thierry Mercier : Peppy Garou
- Sylvie Jacob : la vendeuse / la copine de Mandy
- Vincent Ropion : le vendeur / le client de Peppy Garou
- Tony Marot : le coach sportif / voix de la mise à feu
- Alexandra Garijo : voix du centre commercial / voix de Fabutopia
- Patrice Baudrier : le vigile / le nouveau proviseur

- Version originale
  - Studio d’enregistrement : Ramsès 2[1]
  - Direction artistique : Françoise Blanchard et Christophe Lemoine
  - Musique : Paul-Étienne Côté

## Accueil

### Box-office
Durant sa première semaine, le film génère 571 695 dollars et se classe 9e au Box Office français. Le film génère au total 1 315 639 de dollars.

### Distinction
En 2011, le film gagne un prix aux Kidscreen Awards dans la catégorie « Meilleur film télévisé »,.

## Autour de la série
- Bien que le film se déroule avant la série, on peut constater quelques erreurs notables : le bureau de Jerry apparaît tel qu'il est actuellement depuis le début de la saison 3 alors que dans les 2 premières saisons, son bureau était différent. On peut également citer la présence du Groove, apparaissant bien trop tôt par rapport à la chronologie de la série. Pour finir, la maison de Sam est en réalité celle de la meilleure amie de la mère de Clover, dans l'épisode L'Esprit d'Halloween.
- On peut apercevoir des clins d’œil à la série Martin Mystère, étant produite par le même studio.
  - L'un des aliens que Jerry présente aux Spies lors de leur rencontre est issu de l'épisode Ils viennent des profondeurs.
  - Darla Simon, une amie de Diana Lombard, est la première personne à avoir essayé le Fabulizeur.
  - La serveuse à qui Clover a commandé une boisson dans un café-bar ressemble étrangement à Jenny et porte l'uniforme de restaurateur de Terreurland de l'épisode Voyage au pays de l’Épouvante.
  - D'autres personnages apparaissent également au centre commercial et à Fabutopia, notamment des professeurs et des élèves de l'Université de Torrington.